# الزيتون البري
العُتْم أو العُتُم أو العَتَم أو الزَّبُّوج أو الزيتون البري (الاسم العلمي: Olea europea L. subsp. europaea var. sylvestris)، يسمى ثمره الزَّغْبَج، هو أحد صنفي فصيلة الزيتون إلى جانب الزيتون الزراعي. هي شجرة محبة للحرارة ومقاومة للجفاف أصلها من شمال أفريقيا . تتواجد في جميع أنحاء منطقة البحر الأبيض المتوسط، وتعتبر موردًا وراثيًا مهمًا لزراعة الزيتون. تختلف أشكال الزيتون البري وراثيا بين شرق وغرب حوض البحر الأبيض المتوسط.
من وجهة نظر علم النبات ، فإن مصطلح «زيتون» يشير فقط إلى شجرة الزيتون غير المزروعة ذات المظهر الكثيف والفواكه الصغيرة. ومن الناحية الزراعية، يشير هذا المصطلح بالإضافة إلى ذلك إلى أشجار الزيتون البرية المزروعة، والتي يختلف مظهرها عن الأصناف الزراعية الإنتاجية المعتادة التي تتميز بأوراق صغيرة مستديرة وصلبة وقصيرة وفروع شائكة ومظهر كثيف.

## معرض الصور

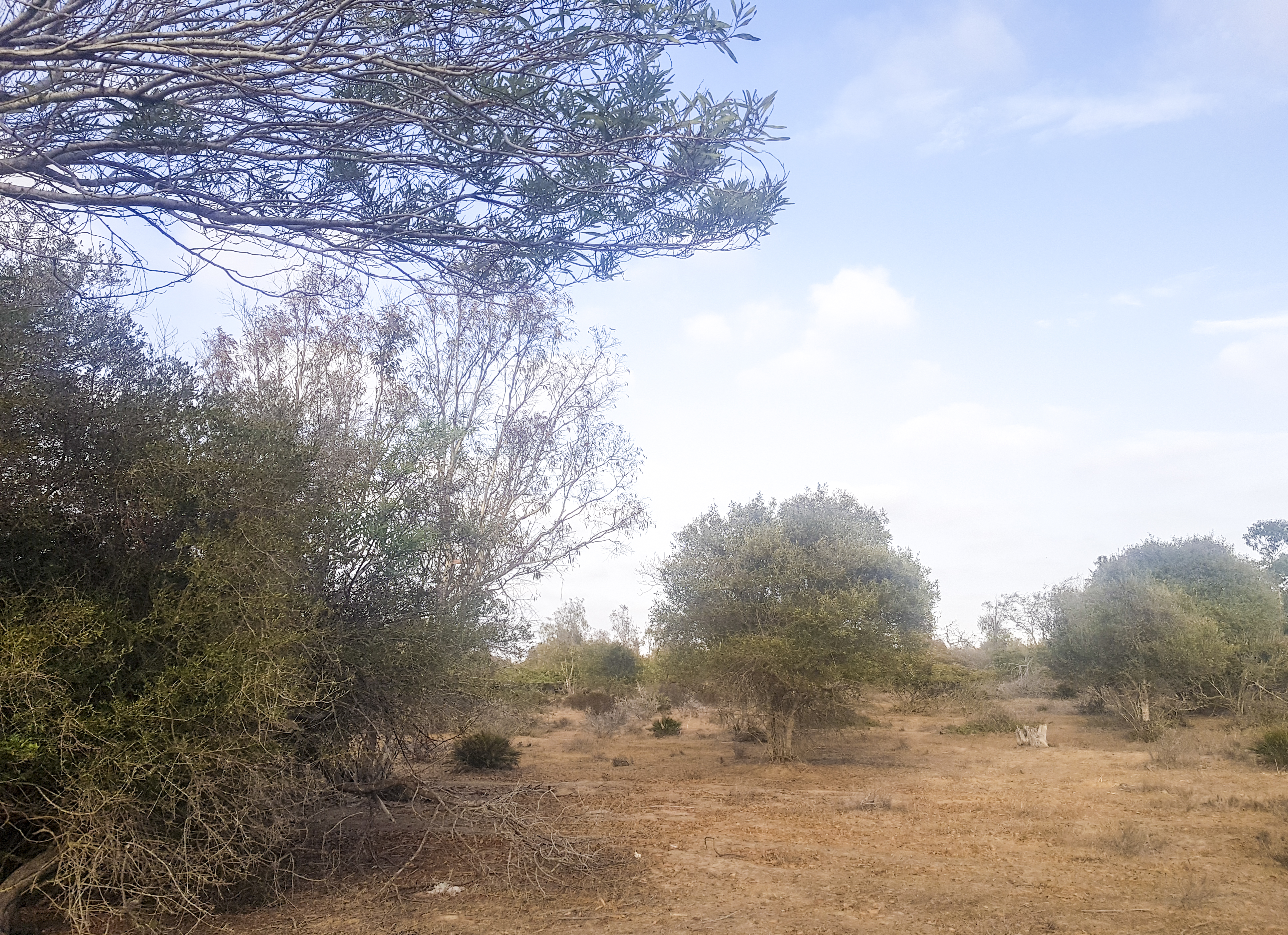
أشجار الزيتون البري من غابة بزنيقة بالمغرب.
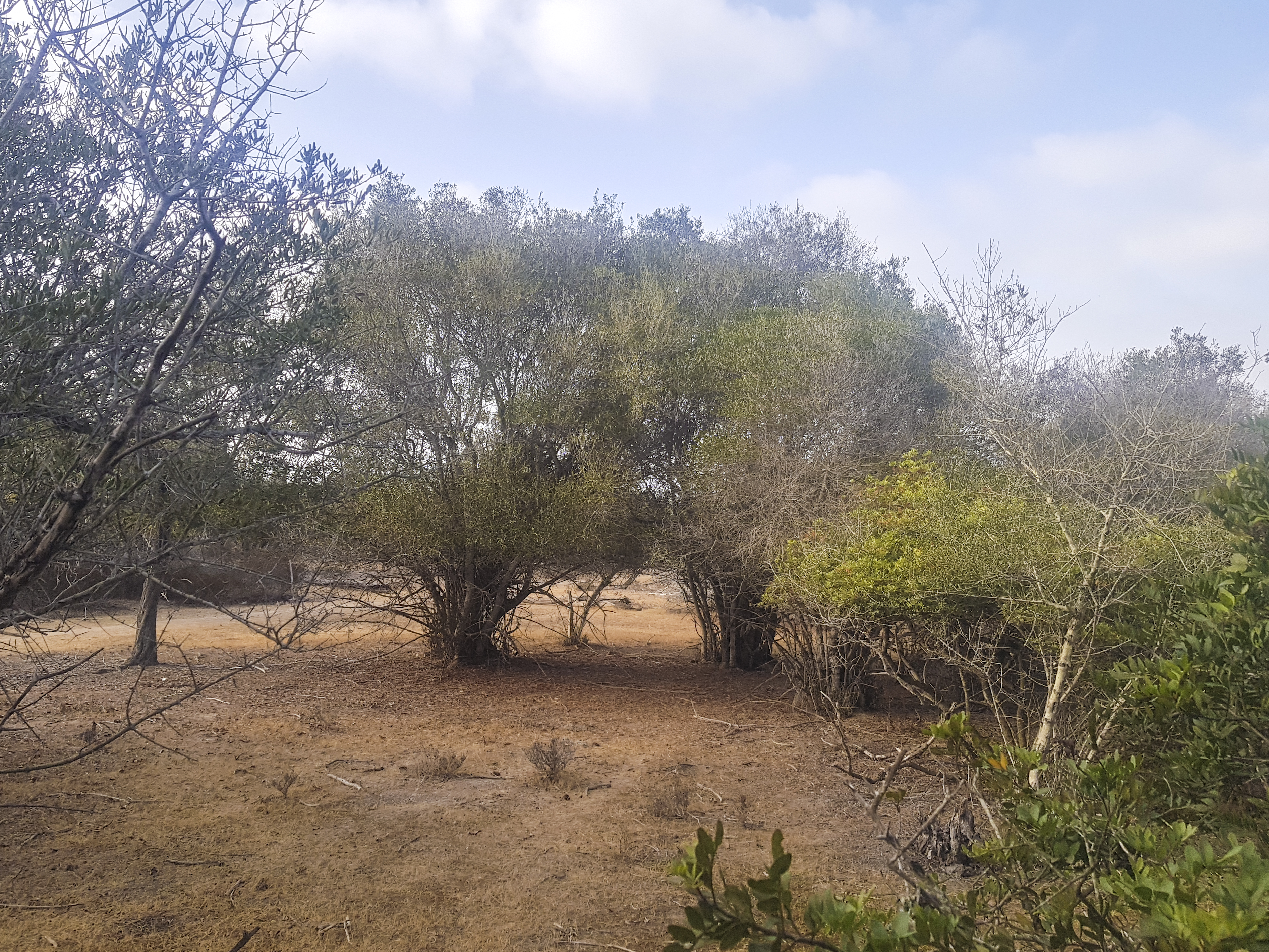
أشجار الزيتون البري من غابة بزنيقة بالمغرب.